# Rood bekermos
Het rood bekermos (Cladonia coccifera) is een korstmos uit de familie Cladoniaceae. Het komt voor op humusrijke bodems, af en toe op hout. Vaak in heidevelden, stuifzanden, ook in de duinen. Het komt voor van laagland tot hooggebergte in droge naaldbossen, soms ook op rotsen. Het groeit niet op kalkrijke gronden.

## Determinatie
Uiterlijke kenmerken
Rood bekermos is geelgroenig van kleur. De gelige kleur komt van het usninezuur dat het bevat. De podetiën (takjes) zijn tot 7-35 mm hoog en vormen bekerstructuren met een diameter van 4 tot 7 mm (maximaal 15 mm). De bekers relatief breed. Vaak breder dan de halve hoogte. Verder zijn de bekers dicht bedekt met kleine ronde schubben. De binnen en buitenkant van de beker is soredieus. Op de bekerranden kunnen kunnen rode pycnidiën of zeldzaam kleine gebogen rode apotheciën voorkomen. De pycnidiën zijn breed peervormig, aan de basis ingesnoerd, zwart naar rood, met rode gelatine conidia. De apotheciën zijn tot 4 mm breed en produceren ascosporen. De onderkant van het korstmos is wit met gelige tot geelbruine plekken aan de basis. 
Grondschubben zijn talrijk en worden tot 5 tot 8 mm lang. Ze zijn in gelijke kleur als de podetiën. Aan de onderzijde zijn ze wit, de basis is echter geelachtig tot geelbruin.
Rood bekermos toont de volgende gebruikelijke kleurreacties: K-, C- & KC+ (geel), P- en UV-. De oranje en rode delen kleur rood met K+.
Het korstmos kan worden verward met andere soorten met rode vruchtlichamen, zoals:
- dove heidelucifer (Cladonia macilenta), maar deze heeft geen bekervormige, maar staafvormige tot vertakte podetiën.
- rode heidelucifer (Cladonia floerkeana), maar deze heeft geen bekervormige, maar staafvormige tot vertakte podetiën.

Microscopische kenmerken
De pycnidiumsporen zijn is 3 × 0,5 μm groot. De ascosporen zijn eencellig, kleurloos, spoelvormig tot langwerpig met de afmeting 6-12 × 2,5-3,4 μm.

## Verspreiding
Het bekermos is een kosmopolitische soort en worden gevonden op alle continenten behalve Antarctica. In Nederland komt het vrij algemeen voor.

## Naam
Cladonia coccifera naam is afgeleid van het Latijnse woord coccum en betekent "pit van boomvrucht" of granaatappel, "scharlaken of kermes". De gal van Quercus coccifera werd gebruikt voor de productie van een karmozijnrode of scharlakenrode kleurstof. De soortaanduiding coccifera verwijst hier naar de rode apotheciën.